# Transvaal Park
Transvaal Park byl akvapark ve čtvrti Jaseněvo na jihu Moskvy. Byl otevřen v červnu 2002 a již po svém otevření si zařízení nalezlo zájem a oblibu u veřejnosti kvůli různým atrakcím jako byly vyhřívané bazény, bazény s umělým vlnobitím či umělá řeka a také kvůli tomu, že se jednalo o první obdobné zařízení v Moskvě. Akvapark se stal i symbolem rozkvětu soukromého vlastnictví v zemi postupně se rozvíjející po rozpadu Sovětského svazu. Akvapark zanikl po zřícení střechy komplexu v únoru 2004, jen necelé dva roky od otevření, a od té doby již nikdy nebyl veřejnosti znova otevřen. V roce 2013 bylo zařízení nahrazeno novým vodním parkem „Moreon“ umístěným nedaleko od původního místa.

## Historie

### Projekt a realizace
Projekt Transvaal Parku realizovala architektonická společnost Sergej Kiseljov a partneři (rusky Сергей Киселёв и партнёры) pod vedením architekta Nodara Kančeliho. Zábavní komplex měl být tvořen pětipatrovou budovou s půdorysem ve tvaru velrybího ocasu o celkové ploše 20,2 tisíc m². Objednatelem projektu byla společnost Evropské technologie a servis (rusky Европейские технологии и сервис), která na realizaci projektu získala úvěr od Sberbanky ve výši 17,3 milionu dolarů. 
Výstavba začala v roce 2000 a park byl uveden do provozu v červnu 2002. V době realizace stavby byl park největším obdobným zařízením v Evropě s velkou škálou nabízených služeb. Krom tobogánů a bazénů zařízení nabízelo i dvě saunové oddělení, hernu bowlingu, restauraci, posilovnu a kosmetický salón. Komplex dokázal pojmout až 2 000 lidí.

### Katastrofa
14. února 2004 v 19:13 se zhroutila střešní kopule Transvaal Parku a trosky se sesuly do prostor, kde se nalézaly veškeré vodní atrakce. Podle odhadů se mělo v zařízení v době katastrofy nalézat asi 1 300 lidí. Množství návštěvníků bylo navíc ovlivněno tím, že na stejný den připadla sobota a k tomu Valentýn, což zvětšilo počet návštěvníků oproti normálu. Při tragédii zemřelo 28 lidí z toho 8 dětí, 12 lidí bylo těžce zraněno, 189 utrpělo lehká zranění. Ze zřícení střechy vodního parku byl obviněn architekt Nodar Kančeli. S událostí v akvaparku souvisí i podobná událost v obchodním domě Basmanny, kde se 23. února 2006 v ranních hodinách také zřítila střecha a tam zabila 66 lidí.
V případě Transvaal Parku zprvu architekt Kančeli označil za důvod tragédie teroristický útok. Mezi další verzemi byl možný výbuch či použití nekvalitního materiálu. Oficiální vyšetřování trvalo dvacet měsíců a výsledkem bylo prohlášení, že příčinou katastrofy byla konstrukční chyba a bylo zahájeno trestní stíhání Kančeliho a vedoucího moskevského kolaudačního pracovníka Anatolije Voronina. V roce 2006 byla Kančelimu na jeho žádost u příležitosti 100. výročí Státní dumy udělena amnestie. Dne 30. srpna 2006 bylo zastaveno stíhání proti Voroninovi pro nedostatek důkazů. Pozůstalí po obětech se pokusili proti oběma rozhodnutím odvolat, ale Zamoskvorecký soud v Moskvě potvrdil rozhodnutí prokuratury.
V roce 2005 byl poblíž Transvaal Parku umístěn pamětní kámen se jmény obětí. 13. února 2008 podali přeživší a pozůstalí po obětech stížnost k Evropskému soudu pro lidská práva s tím, že se Ruská federace dopustila zločinu a aby byla zavázána k vyplacení spravedlivého odškodnění obětem.
V roce 2013 byl u umístění původního akvaparku otevřen multifunkční komplex Moreon s novým akvaparkem, součástí komplexu je i kaple věnovaná obětem tragédie.